# Morgen-Sonett
Das Morgen-Sonett ist ein Sonett von Andreas Gryphius. Es eröffnet dessen Sonettsammlung Das Ander Buch, die 1650 in Frankfurt am Main publiziert wurde, und ist dort das erste der vier Sonette des „Tageszeitenzyklus“. Zu Gryphius’ Lebzeiten wurde es mit dem „Ander Buch“ 1657 in der ersten autorisierten Gesamtausgabe und 1663 in einer Ausgabe letzter Hand mit Änderungen wiedergedruckt.
Die 1650er Fassung wurde 1963 neu gedruckt in Band 1 einer von Marian Szyrocki und Hugh Powell verantworteten Gesamtausgabe der deutschsprachigen Werke, die 1663er Fassung 2012 von Thomas Borgstedt.

## Text
Der Text stammt aus Szyrockis Neudruck. Die Wiederdrucke zu Gryphius’ Lebzeiten weisen nur minimale orthographische Änderungen auf (etwa Vers 1 „schar“ 1650, „Schaar“ 1663.)
Morgen Sonnet.

DIe ewig helle schar wil nun jhr licht verschlissen /

Diane steht erblaßt; die Morgenrötte lacht

Den grawen Himmel an / der sanffte Wind erwacht /

Vnd reitzt das Federvolck / den newen Tag zu grüssen.

Das leben dieser welt / eilt schon die welt zu küssen /

Vnd steckt sein Haupt empor / man siht der Stralẽ pracht

Nun blinckern auf der See: O dreymal höchste Macht

Erleuchte den / der sich jtzt beugt vor deinen Füssen.

Vertreib die dicke Nacht / die meine Seel vmbgibt /

Die Schmertzen Finsternüß die Hertz vnd geist betrübt /

Erquicke mein gemüt / vnd stärcke mein vertrawen.

Gib / daß ich diesen Tag / in deinem dinst allein

Zubring; vnd wenn mein End’ vnd jener Tag bricht ein

Daß ich dich meine Sonn / mein Licht mög ewig schawen.

## Interpretation
Das Gedicht ist wie Gryphius’ meiste Sonette in Alexandrinern verfasst. Das Reimschema lautet „abba abba“ für die Quartette und „ccd eed“ für die Terzette. Die Verse mit den „a“- und „d“-Reimen sind dreizehnsilbig, die Reime weiblich, die Verse mit den „b“-, „c“- und „e“-Reimen sind zwölfsilbig, daher hier entsprechend der Ausgabe von Szyrocki eingerückt, die Reime männlich.
Eine Teilung in zwei fast gleiche Teile ist deutlich. Zunächst schildern 6½ Verse die morgendliche Natur. „Es spricht ein Ich, das den Anbruch des Tages sieht und beschreibt.“ Die Sterne verschließen ihr Licht, der Mond erblasst. Der graue Himmel rötet sich. Im Morgenwind beginnen die Vögel zu singen. Die Sonne geht auf. Ihre Strahlen schimmern auf dem Meer. All das wird sachlich gesagt, ohne emotionale Beteiligung, unpersönlich bis zum „man siht“ in Vers 6. Die Substantive bezeichnen, wenn auch zum Teil metaphorisch, Realien. Die Sprache ist preziös. Für den Mond steht die Mondgöttin Diana, für die Vögel das „Federvolck“, für die Sonne das „leben dieser welt“. Mitten im zweiten Quartett, mitten im siebten Vers beginnen dann übergangslos 7½ Verse einer sehr persönlichen Bitte des Betrachters an den dreifaltigen Gott um Erleuchtung im Sinne christlicher Wahrheiten. Die Substantive bezeichnen Abstrakta und Gegenstände des Glaubens, Herz, Geist, Gemüt, Vertrauen, die „dreymal höchste Macht“, die „dicke Nacht“, die die Seele umgibt. Gott möge die „dicke Nacht“ und „Finsternüß“ der Sünde vertreiben, schließlich mit eschatologischen Ausblick: er möge, „wenn mein End’ vnd jener Tag bricht ein“, individuell der Tag des Todes, universell das Ende der Welt, das Ich zum ewigen Heil führen.
Das Gedicht gestaltet ein altes Motiv christlicher Naturdeutung. Die Sonne ist Sinnbild für Gott, besonders für Christus, von dem das Johannes-Evangelium sagt (Joh 1,9 ): „Das wahre Licht, das jeden Menschen erleuchtet, kam in die Welt.“ Die Erleuchtung der Welt durch die aufgehende Sonne ist eine Allegorie der Erleuchtung der Seele durch Gott. Der Morgen, der dem vollen Tageslicht vorausgeht, ist Sinnbild für den irdischen Zwischenzustand des Menschen, bevor er in der eschatologischen Erfüllung des vollen Lichtes Gottes teilhaftig wird. Die allegorische Deutung kann weiter geführt werden:
<...> die Morgenrötte lacht

Den grawen Himmel an / der sanffte Wind erwacht /

Vnd reitzt das Federvolck / den newen Tag zu grüssen.
„Die Bedeutung wäre dann: wie die Morgenröte die Schöpfung zu frohem Leben erweckt, der Wind die Vögel lockt, den neuen Tag mit Gesang zu begrüßen, so soll das geistliche Licht die Seele erquicken und der neue irdische Tag vertrauensvoll im Dienst Gottes, dessen Sinnbild ja das Licht der Sonne ist, verbracht werden.“ Das Wort „Licht“, die meistgebrauchte Metapher in Gryphius’ religiöser Lyrik, klammert das Gedicht im ersten und letzten Vers ein.
Der lutherische Theologe Johann Arndt wendet sich 1610 im vierten seiner „Vier Bücher vom wahren Christentum“ an Gott: „In der natur wickelt sich nach und nach das himmlische licht aus der irdischen finsternis hervor, wirft dieselbe durch eine natürliche scheidung von sich, und erfreut mit seinem wunderbaren glanz deine verborgene freunde.“ Dann folgt die Bitte: „Ach las das, was ich in der Natur sehe, in mir geistlich geschehen. Las deinen Geist in mir erwecken die gabe GOttes, die in allen gläubigen ist, las ihn alles unreine von mir scheiden, mich durch die abtödtung meines sündlichen fleisches zu einem bessern leben erneuern, mit dir vereinigen, und endlich herlich verklären, durch Jesum Christum deinen Sohn.“ „Das Schema des Gryphschen ‚Morgen‘-Sonetts ist hier vorgeprägt.“
Gryphius’ Allegorik ist ein wichtiger Aspekt seiner Werke. Man hat aber angemerkt, dass sie „den Blick auf das Wesentliche und zugleich Elementare verstellen“ könne. Etwas Wesentliches und Elementares im „Morgen-Sonett“ sei, auch unabhängig von einer religiösen Akzentuierung, die Darstellung einer Bewegung. Das Sonett stelle den Übergang von gelassener Betrachtung der Natur zu Ergriffenheit, intensivierter Daseinserfahrung dar. Schon in den Quartetten deute sich durch den Rhythmus der Alexandriner, nuancenreich variiert und immer wieder durch Enjambements vorangetrieben, diese Bewegung an. Dann, in der Mitte des siebten Verses, schlage das Bild der aufgehenden Sonne in die Anrufung der Dreifaltigkeit um mit der fast enthusiastisch vorgetragenen Bitte um Erleuchtung, Stärkung und Trost, kulminierend im „Daß ich dich meine Sonn / mein Licht mög ewig schawen“. Das Gedicht öffne Naturbetrachtung zu einer anderen Dimension, einer Dimension, die das Gedicht in den Rang eines Gebetes erhebe, ohne den Bezug zur realen Ausgangssituation zu verlieren. „Was an diesem Sonett die Jahrhunderte hindurch anrührt, ist seine im eigentlichen Wortsinn mitreißende innere Bewegtheit: vom Blick auf die Morgennatur hin zum Blick auf Gott; vom Morgengebet hin zum ‚Lebensgebet‘. Und das eine wird nicht rhetorisch-pedantisch aus dem anderen gefolgt und entwickelt; vielmehr geben Rhetorik und Bildlichkeit der Gedichtbewegung ihre Bruchlosigkeit und ihren Schwung.“